# Live in Paris & Ottawa 1968
Live in Paris & Ottawa 1968 jest wydanym pośmiertnie albumem koncertowym Jimiego Hendriksa, zawierającym pełny zapis koncertu w paryskiej Olympii oraz dodatkowo 3 utwory zarejestrowane w Capitol Theatre w Ottawie podczas pierwszego występu z 19 marca 1968 roku. Jest dziesiątą płytą wydaną przez Dagger Records.

## Lista utworów
Autorem wszystkich utworów, chyba że zaznaczono inaczej jest Jimi Hendrix.
| Olympia | Olympia                   | Olympia |
| Nr      | Tytuł utworu              | Długość |
| ------- | ------------------------- | ------- |
| 1.      | „Killing Floor” (Burnett) | 4:32    |
| 2.      | „Catfish Blues” (Petway)  | 8:46    |
| 3.      | „Foxy Lady”               | 5:29    |
| 4.      | „Red House”               | 4:24    |
| 5.      | „Drivin' South”           | 9:24    |
| 6.      | „The Wind Cries Mary”     | 3:55    |
| 7.      | „Fire”                    | 4:16    |
| 8.      | „Little Wing”             | 3:40    |
| 9.      | „Purple Haze”             | 5:59    |
|         |                           | 50:25   |

| Capitol Theatre, Ottawa | Capitol Theatre, Ottawa                                    | Capitol Theatre, Ottawa |
| Nr                      | Tytuł utworu                                               | Długość                 |
| ----------------------- | ---------------------------------------------------------- | ----------------------- |
| 1.                      | „Sgt. Pepper’s Lonely Hearts Club Band” (Lennon/McCartney) | 2:16                    |
| 2.                      | „Fire”                                                     | 3:29                    |
| 3.                      | „Purple Haze”                                              | 5:15                    |
|                         |                                                            | 11:00                   |

## Artyści nagrywający płytę
- Jimi Hendrix – gitara, śpiew
- Mitch Mitchell – perkusja
- Noel Redding – gitara basowa

## Źródła
- Keith Altham, Live in Paris & Ottawa 1968, wyd. CD, książeczka, Dagger Records, Experience Hendrix, 2008 (ang.). Brak numerów stron w książce